# Jiříkov (Morávia-Silésia)
Jiříkov é uma comuna checa localizada na região de Morávia-Silésia, distrito de Bruntál‎.